# Сборная Колумбии по пляжному футболу
Сборная Колумбии по пляжному футболу (исп. Selección de fútbol playa de Colombia) — национальная команда, которая представляет Колумбию на международных соревновательных дисциплинах по пляжному футболу. Управляется Колумбийской федерации футбола. По состоянию на ноябрь 2023 года Колумбия в мировом рейтинге пляжного футбола занимает 11 место.
Главным тренером команды является Сантьяго Альсате под руководством которого команда впервые сыграет на чемпионате мира 2024 года, который состоится в ОАЭ.

## История
Впервые на международном уровне сборная Колумбии выступила в 2009 году на Южноамериканских пляжных играх, которые состоялись в Уругвае. Команда под руководством Ренсо де Хесуас Модеры заняла четвёртое место, уступив в решающем матче хозяевам (3:9). Впервые в квалификации к чемпионату мира колумбийцы сыграли в 2011 году. Тогда сборная не смогла получить путёвку на мундиаль, поскольку проиграла в матче за третье место Венесуэле (2:5).
В 2023 году сборная Колумбии добилась победы на Кубке Акапулько, Центральноамериканских и Карибских играх и заняла третье место на Кубке Америки, что позволит команде сыграть на чемпионате мира 2024 года, который состоится в ОАЭ.

## Состав
Состав сборной Колумбии для участия в чемпионате мира по пляжному футболу 2024 года в ОАЭ, объявленный в феврале 2024 года главным тренером Сантьяго Альсате.
| №  | Амплуа | Игрок                         | Дата рождения / возраст | Клуб                |
| -- | ------ | ----------------------------- | ----------------------- | ------------------- |
| 1  | Вр     | Эмануэль Лондоно              | 13.1.1999, 25 лет       | Антьокия            |
| 2  | Нап    | Вилсон Кордоба Бакеро         | 28.4.1995, 28 лет       | Антьокия            |
| 3  | Защ    | Вильмар Донадо                | 9.7.1999, 24 года       | Антьокия            |
| 4  | Нап    | Эдвард Давид Бонилья Трухильо | 20.8.1995, 28 лет       | Сан-Мартин          |
| 5  | Защ    | Эдуардо Лопес Эскаланте       | 12.8.1995, 28 лет       | Антьокия            |
| 6  | Защ    | Кевин Клавихо                 | 5.3.2000, 23 года       | Алианса Толима      |
| 7  | ПЗ     | Акоста Рафаэль                | 16.9.1999, 24 года      | Антьокия            |
| 8  | Нап    | Хулио Пантоха                 | 13.2.1998, 26 лет       | Кариббеан Сан       |
| 9  | Нап    | Виктор Моралес                | 13.08.1992, 31 год      | Утрауилька-Коомотор |
| 10 | ПЗ     | Хуан Осса                     | 4.10.1995, 28 лет       | Антьокия            |
| 11 | ПЗ     | Эслейдер Де Авила             | 6.12.2000, 23 года      | Кариббеан Сан       |
| 12 | Вр     | Алехандро Кинтеро Лондоньо    | 04.05.1994, 29 лет      | Антьокия            |

## Статистика

### Чемпионат мира
| Год            | Раунд                  | Результат              | И                      | В                      | П                      | ГЗ                     | ГП                     |
| -------------- | ---------------------- | ---------------------- | ---------------------- | ---------------------- | ---------------------- | ---------------------- | ---------------------- |
| с 1995 по 2009 | не участвовала         | не участвовала         | не участвовала         | не участвовала         | не участвовала         | не участвовала         | не участвовала         |
| с 2011 по 2021 | Не прошла квалификацию | Не прошла квалификацию | Не прошла квалификацию | Не прошла квалификацию | Не прошла квалификацию | Не прошла квалификацию | Не прошла квалификацию |
| 2024           |                        |                        |                        |                        |                        |                        |                        |
| 2025           |                        |                        |                        |                        |                        |                        |                        |
| Всего          | 1/23                   | 1/23                   | 56                     | 23                     | 33                     | 172                    | 222                    |

### Квалификация на чемпионат мира
| Год   | Результат      | И              | В              | П              | ГЗ             | ГП             |
| ----- | -------------- | -------------- | -------------- | -------------- | -------------- | -------------- |
| 2005  | не участвовала | не участвовала | не участвовала | не участвовала | не участвовала | не участвовала |
| 2006  | не участвовала | не участвовала | не участвовала | не участвовала | не участвовала | не участвовала |
| 2007  | не участвовала | не участвовала | не участвовала | не участвовала | не участвовала | не участвовала |
| 2008  | не участвовала | не участвовала | не участвовала | не участвовала | не участвовала | не участвовала |
| 2009  | не участвовала | не участвовала | не участвовала | не участвовала | не участвовала | не участвовала |
| 2011  | 4 место        | 5              | 2              | 3              | 16             | 20             |
| 2013  | 7 место        | 6              | 3              | 3              | 19             | 24             |
| 2015  | 8 место        | 6              | 1              | 5              | 17             | 30             |
| 2017  | 6 место        | 6              | 2              | 4              | 30             | 32             |
| 2019  | 6 место        | 5              | 2              | 3              | 29             | 31             |
| 2021  | 4 место        | 6              | 3              | 3              | 17             | 18             |
| Всего | 6/11           | 34             | 13             | 21             | 128            | 155            |